# Albert-König-Museum

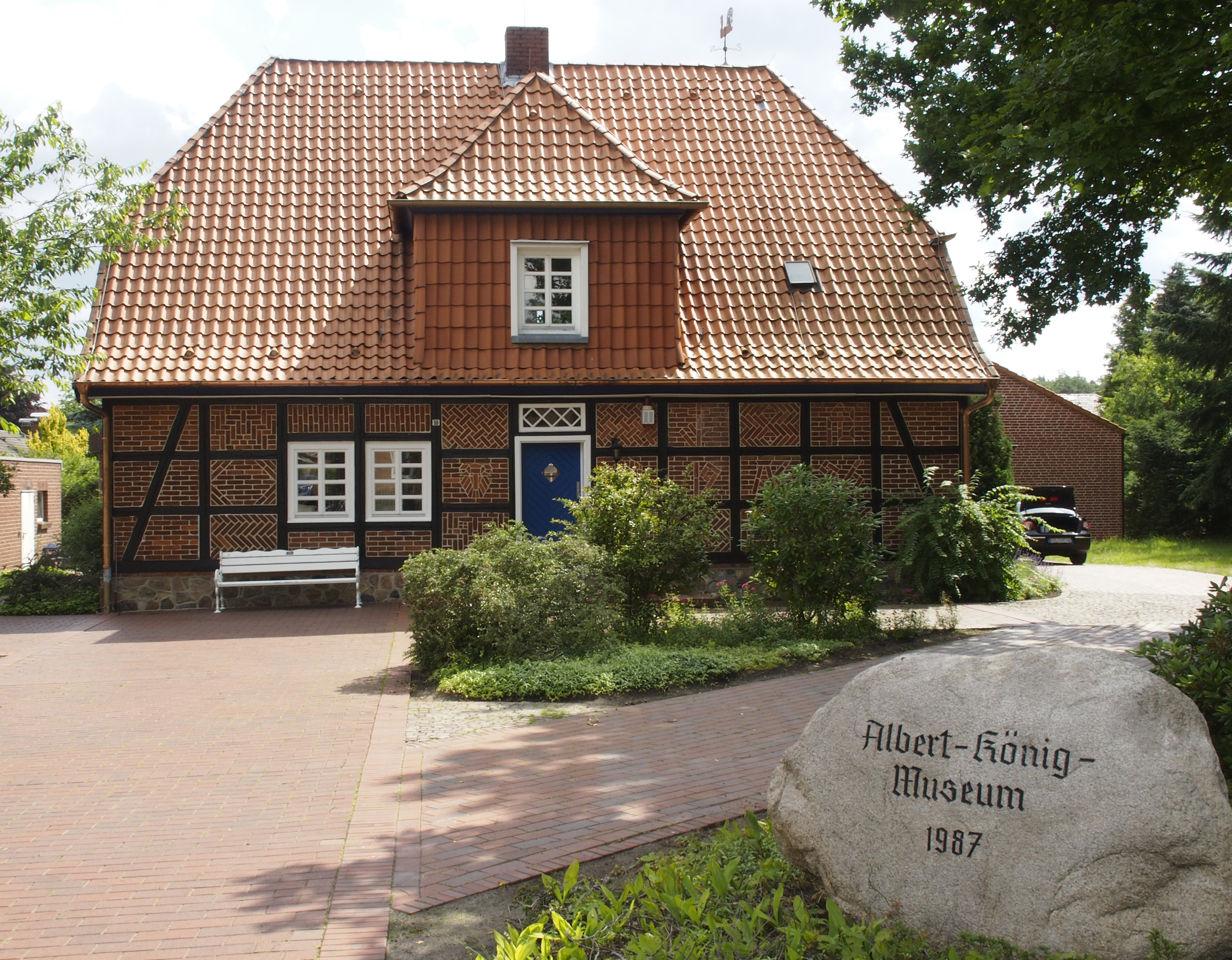
Das ehemalige Wohnhaus von Albert König und heutige Museum

Das Albert-König-Museum in Unterlüß ist ein Kunstmuseum, das in erster Linie den künstlerischen Nachlass des Malers und Grafikers Albert König (1881–1944) bewahrt. Inzwischen ist das Museum durch die testamentarische Überlassung der Werke und weitere Zukäufe im Besitz von mehr als 220 Gemälden, etwa 1200 Aquarellen und mehreren hundert Druckgrafiken von König.  Nach diesem Künstler, der seinen letzten Wohnsitz in Unterlüß hatte, wurde das Museum benannt.

## Geschichte

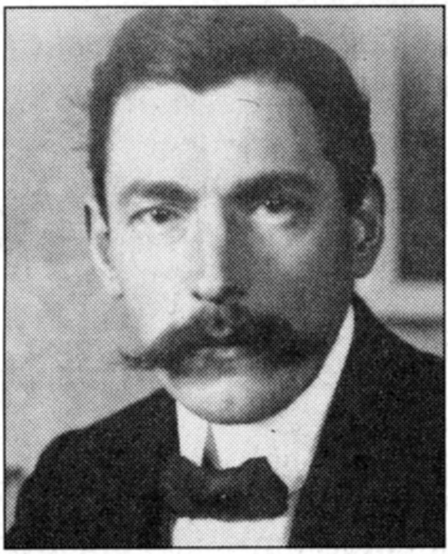
Albert König

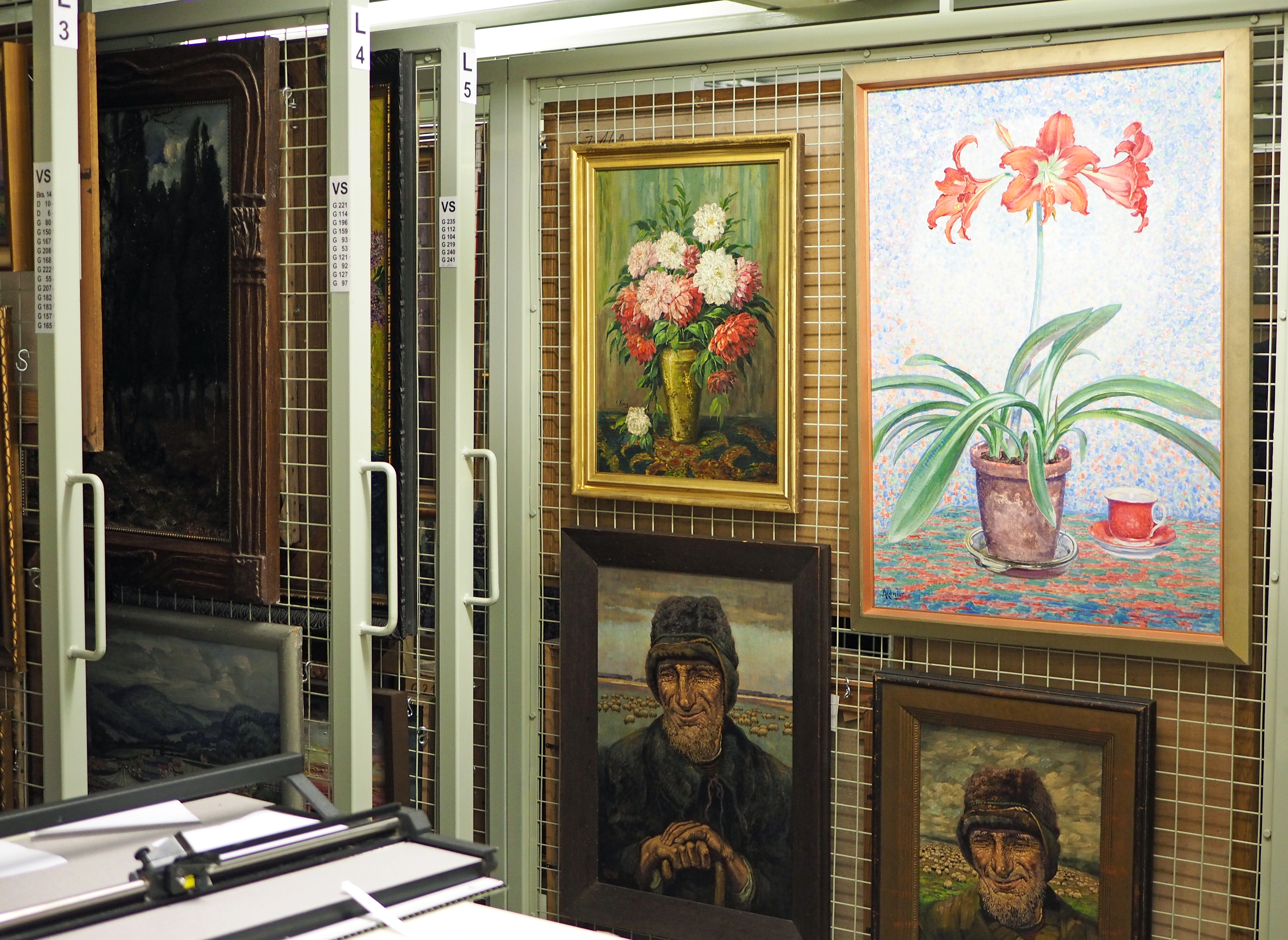
Diverse Werke von Albert König im Archiv des Museums

Die Witwe des Künstlers Albert König verfügte in ihrem Testament, dass der gesamte sich in ihrem Besitz befindliche  künstlerische Nachlass und das ehemalige Wohnhaus mit Atelier ihres Mannes in den Besitz der Gemeinde Unterlüß gelangt. Sie machte zur Auflage, dass hier ein Kunstmuseum errichtet wird, welches den Namen „Albert-König-Museum“ tragen soll.
Am 19. Juni 1987 wurde das Museum eröffnet und für die Öffentlichkeit freigegeben. Am 1. Januar 2005 wurde das bis dahin von der Gemeindeverwaltung geführte Museum in eine Stiftung in privatrechtlicher Form umgewandelt, die den Namen „Stiftung-Albert-König-Museum Unterlüß“ erhielt.
Mehrmals im Jahr werden Werke verschiedener Künstler oder Themen in Sonderausstellungen vorgestellt.
In einem Erweiterungsbau wird seit dem 1. Mai 2004 die Dauerausstellung „Kieselgur – Die Erlebnisausstellung“ gezeigt.
Das Haus bietet auch Räumlichkeiten für Konzerte, Lesungen und Theateraufführungen oder Trauungen.

## Fundus
Neben Werken von Albert König ist das Museum unter anderem im Besitz von Werken der Künstler Wilhelm Feldmann, Fritz Flebbe, Erwin Vollmer, Frido Witte, Adolf Schlawing und Günther Weißflog, die alle mit der Region verbunden waren.

Aus der Sammlung des Museums
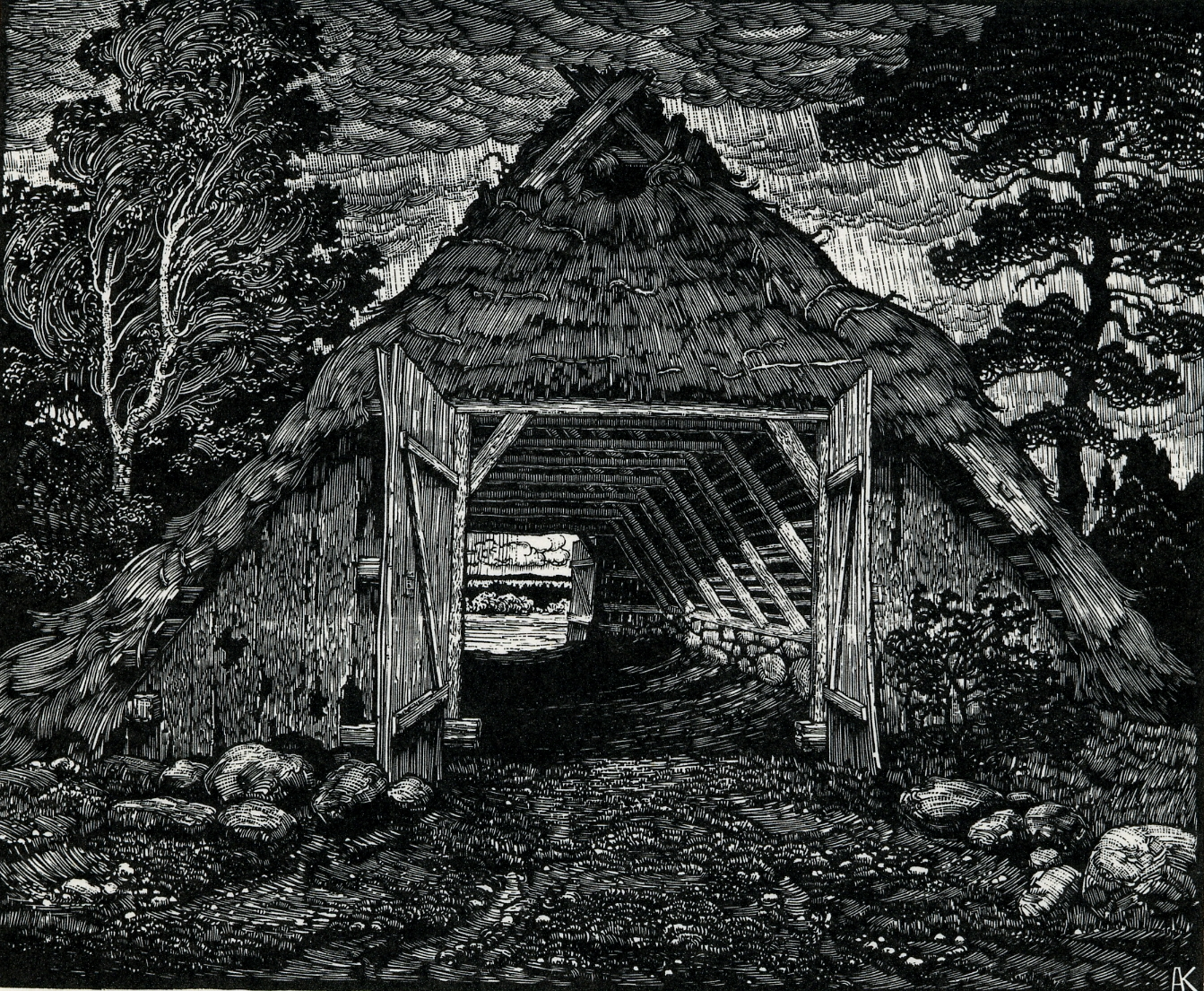
Albert König: Holzschnitt Offener Schafkoven
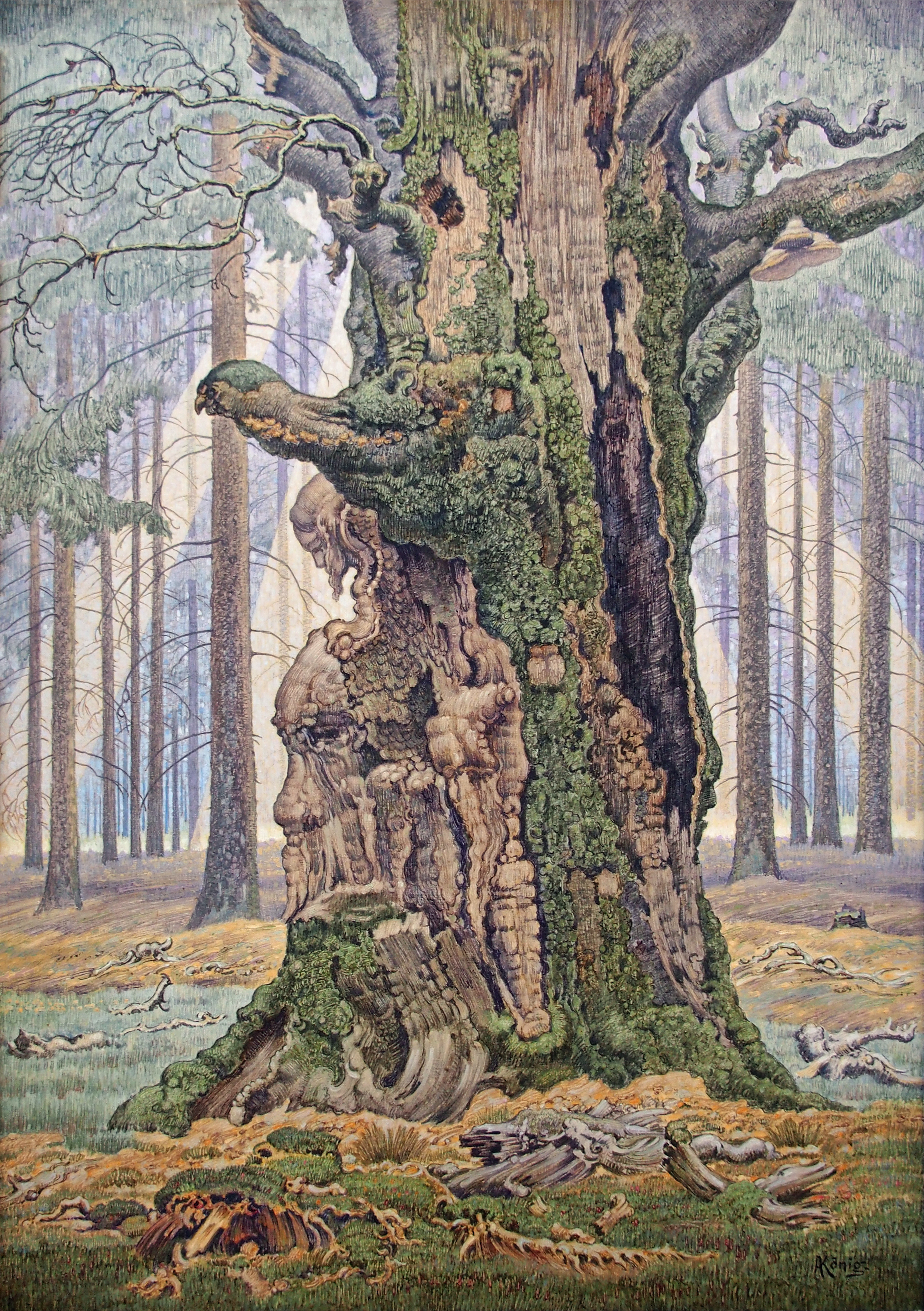
Albert König: Heilige Buche
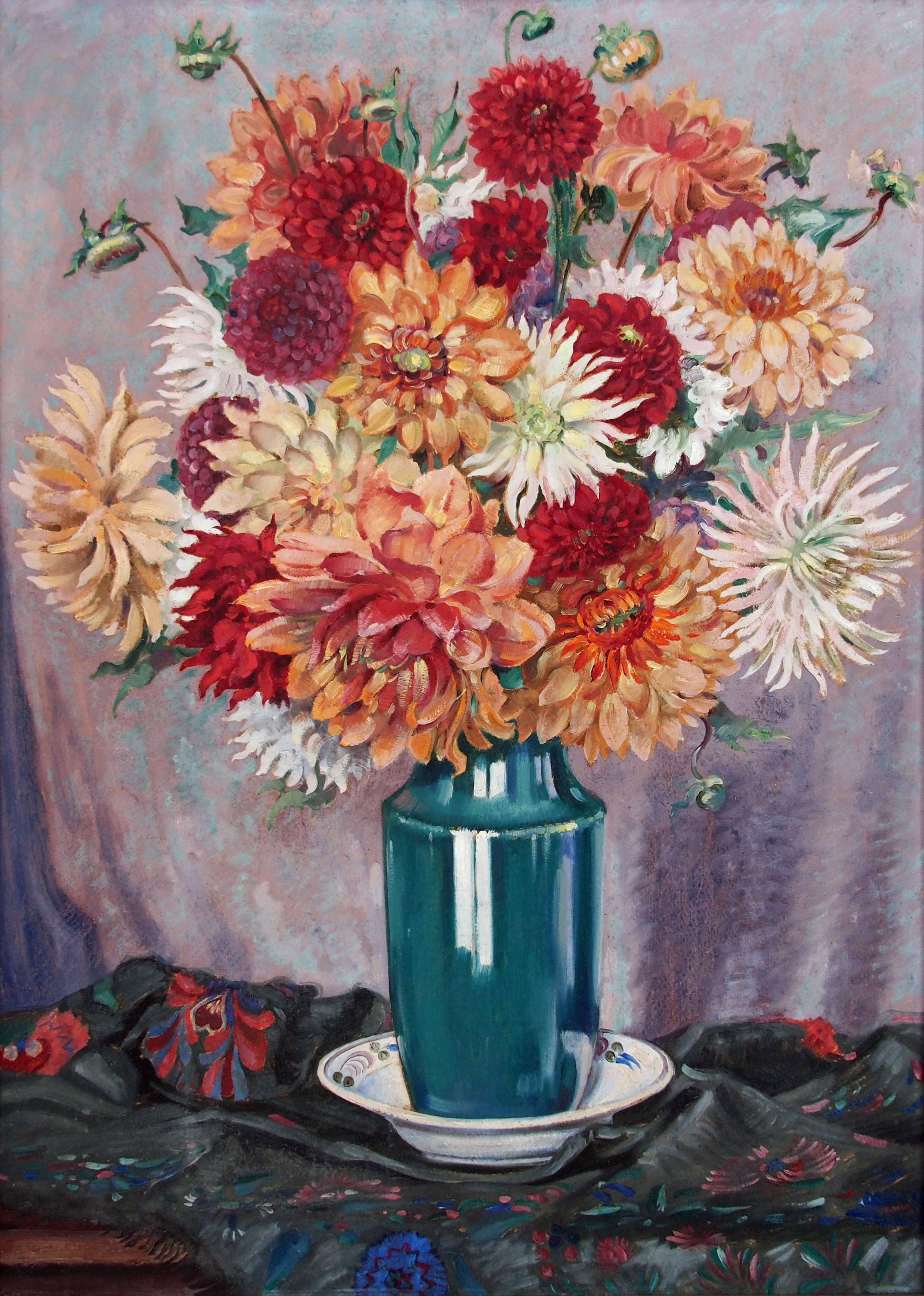
Albert König: Dalienstrauß
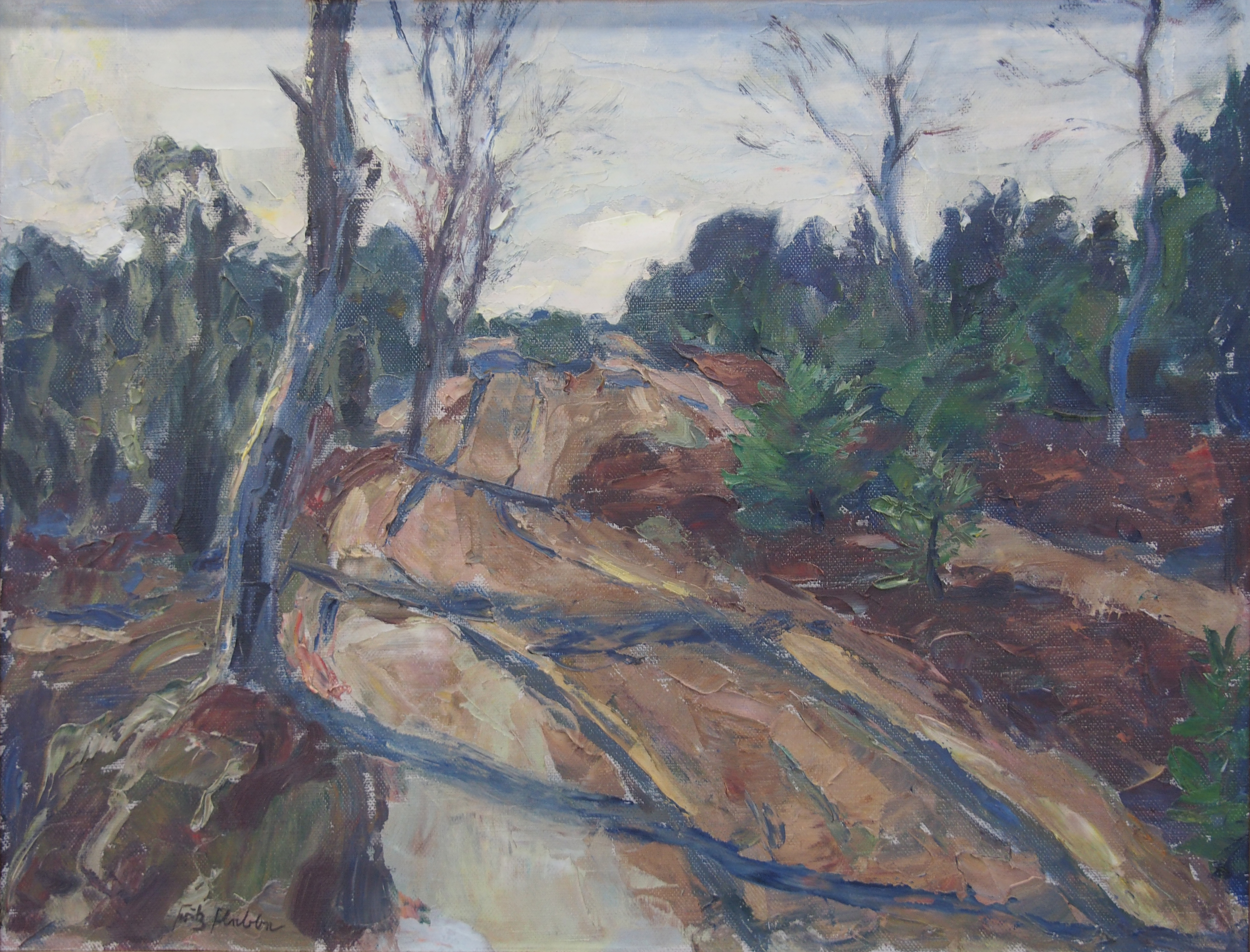
Fritz Flebbe Heideweg
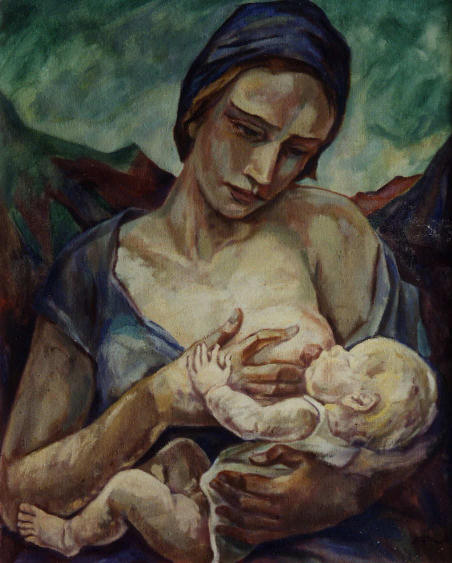
Erwin Vollmer: Junge Mutter
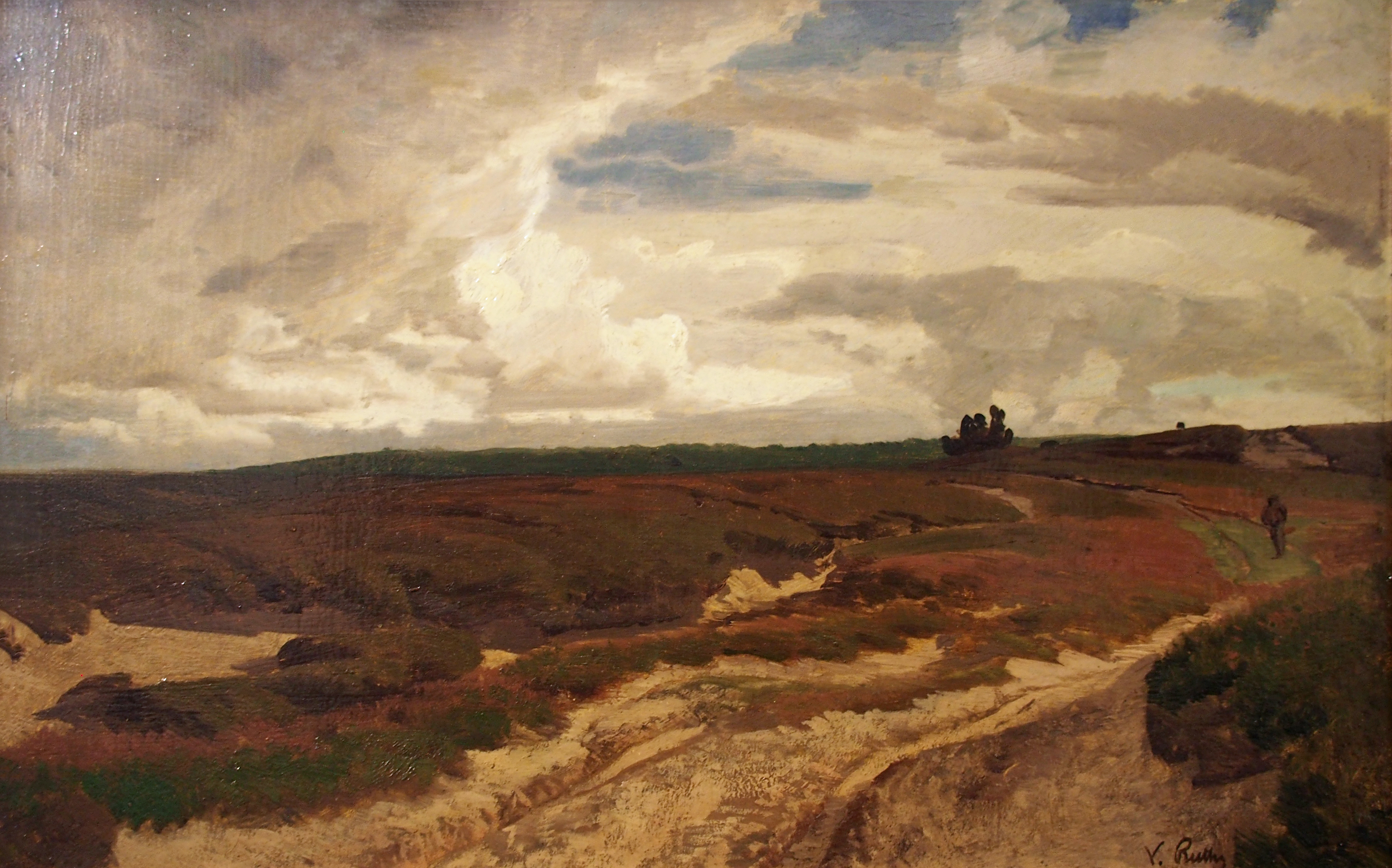
Valentin Ruths: Die Heide bei Bispingen

## Museumsleitung
Leiter des Museums war bis März 2017 Klaus Homann, dessen Verdienste um das Gemeinwohl am 9. Januar 2014 von Bundespräsident Joachim Gauck, beim Neujahrsempfang im Schloss Bellevue, gewürdigt wurden. Jetzt wird das Museum von Jörg Nehse ehrenamtlich geleitet. Er wird von der Kunsthistorikerin Dietrun Otten vom Bomann-Museum Celle unterstützt.